# Sling bikini
Un sling bikini (del inglés sling, «honda» + bikini), slingshot o slingshot swimsuit es una variante del bikini, diseñada en los primeros años 90, muy popular en algunas playas de Europa, especialmente las de Saint-Tropez, Marbella, Miconos e Ibiza. A la semana de ponerse a la venta en las principales tiendas de Nueva York, ya se habían vendido 150 modelos; finalmente, se vendieron unos 3000, a un coste medio de 24 dólares, es decir, algo más de 20 euros.

## Diseño

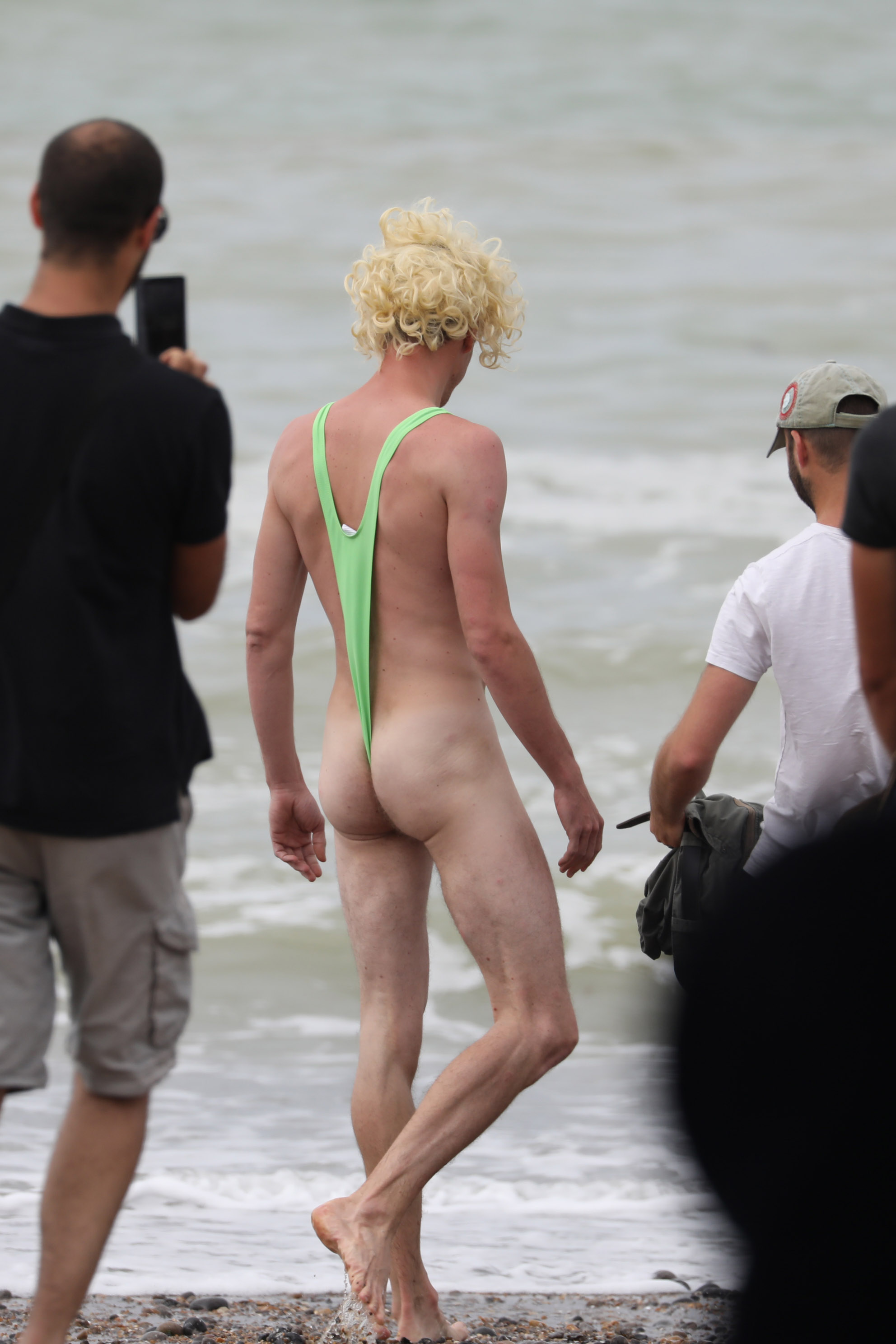
Hombre usando un Mankini verde neón en una playa.

Se compone de una pequeña tanga de lycra abierta por los lados, de la que parten dos tirantes de anchura variable, que pasan por encima de los hombros y descienden por la espalda, dejando las nalgas al descubierto. Los modelos femeninos convencionales suelen cubrir los pechos y el área púbica, si bien cabe destacar que los diseños más controvertidos constan solo de dos o más tiras que apenas llegan a cubrir el sexo y los pezones.
Existe también una variante masculina, denominada mankini, popularizada por el actor Sacha Baron Cohen en la película Borat.